# 焼きたて!!ジャぱんの登場人物
焼きたて!!ジャぱんの登場人物（やきたてジャぱんのとうじょうじんぶつ）は、橋口たかしの漫画、またはそれを原作とするアニメ『焼きたて!!ジャぱん』に登場する人物の一覧である。

## 主要人物
東 和馬（）
声 - 小林由美子
本作の主人公。「太陽の手」の持ち主。血液型はB型。年齢16歳。6歳の頃、姉の稲穂に連れられて行った『St.Pierre（サンピエール）』で、日本独自のパン・「ジャぱん」を創ることを目指すおじさんと出会い、自らも「ジャぱん」を作り出すことを夢にしてパン職人になることを決意する。語尾の「だ」が「じゃ」に変化した訛りで話す。（「〜なんじゃ」「〜するんじゃから」など）
新潟県魚沼郡の田舎から上京し、日本最大のベーカリーチェーン・「パンタジア」の本店採用試験を受けたが河内の家庭事情を知り辞退（その家庭事情は河内の嘘が少々混じっていた）。その才能を見出した月乃によりパンタジア南東京支店の店員になる。焼きたて!!25編からは、月乃の社長就任に伴い冠・松代とともに本店勤務になっている。
月乃から貰ったカチューシャで長髪の前髪を押さえている。天才肌で、独学の経験で知識を得てきたのでパン用語は全然知らない。ただ実家が米農家なので、そのコネや祖父の馬太郎から3万回ほど聞かされたことにより、農業や寿司についてなど一部の分野に関しては冠以上の知識を持つ。ずっとパン職人を目指してきたためパン以外の料理は不得手で、当初は焼きそばパンに載せる焼きそばも作れなかった。
基本的に涙もろく、優しい性格で、当初はパンの課題に試行錯誤をし、自身の不得意分野についても思い悩み、それを乗り越えて行く姿が描かれていたが、中盤辺りからは苦難はほとんど無いまま周囲を驚かせるパンを作る天才キャラの色が濃くなっていき、その作業工程も常人では理解しきれないものになっていく。
その反面、天然でマイペース過ぎる面が高じて、悪意なく毒舌をこぼして、人の神経を逆撫ですることもある。また、物語後半時期には、自分が「駄目」と判断した人間は、たとえ付き合いが長くても本気で見捨てようとする等、時に冠や諏訪原、黒柳以上に冷淡な面を見せることもあり、「焼きたて!!25」編では、他力本願の傾向が強くなった河内に対して、ほとんど見放すような考えや態度をとるようになった（冠たちも河内に厳しい態度をとることはあっても、いずれも本気で見捨てようとまではしていない）。この理由は、河内が和馬の常識を覆した意図を理解できず作業の邪魔をしてしまうことにあるが、和馬の方もまた、ろくに河内に自らの行動の意味を説明しないので、和馬が河内に全く信頼を寄せなくなってしまったことを伺わせている。
国語が大の苦手で、難しい言葉が出るととんだ勘違いをする（例：クロワッサン→黒輪さん、アナフィラキシーショック→アラビア石油ショック、等）。その上、人の名前や顔を覚えるのが苦手なわけではないだろうが、木下とカツヲのことを全く覚えていない。しかし数学には非常に強く、12桁の十進法に暗号化された言葉でも短時間で正確に暗算してしまうという、驚異的な計算力を見せている。最終的に究極のジャぱんによって世界を救い、国民栄誉賞を受賞した。
【主な記録】
- パンタジア本店採用試験 最終戦辞退
- パンタジアvsサンピエール 対店長 模糊山（現パンタジア店員） 引き分け
- 第39回 パンタジア新人戦 優勝
- 第2回 モナコカップ 優勝（日本代表）またMVP

河内 恭介（）
声 - 阪口周平 / 幼少時代 - 杉本ゆう
本作の準主人公。和馬と同じパンタジア本店採用試験を受けた青年。血液型はO型。高卒の20歳以上。中学時代は野球部だった。大阪府八尾市出身で、自らの稼ぎで弟や妹を養っている。「なんやて!?」が口癖で、その点を指摘されたりネタにされたりしていた。父親・恭太郎もパン職人で、パンタジアの本店採用試験を毎年受けては落選の繰り返しであった。しかし絶対に逃げ出さなかった父の姿を見て、憧れを持つ。しかし河内が子供の頃、父親の不注意により自宅のパン工房から出火。家は火事になり父親は焼死してしまった。以降は母の実家で弟や妹の世話をしながら、細々と暮らしてきた。しかし父親への憧れは捨てておらずパンについての勉強を重ね、父の遺志を継ぐべくパン職人として上京。努力家で熱血漢。でも努力はなかなか報われない、いじられキャラである。お調子者な上に強敵相手に怖気付く臆病者である。終始、臆病者であることは変わらなかったが、自分よりも先に仲間たちを思って行動できる程度には物語を通して成長することができた。
当初は汚い手段を使ってでも合格するつもりでいたが、利用していたはずの和馬の純粋な性格に触れ、また彼が自分のために試験を辞退したことを知るに至り、自分の行動を深く悔やむ。それゆえ採用が決まった後、自分からそれを辞退した。その後和馬とともに「パンタジア」南東京支店に勤務することになる。そしてパンタジアの新人戦で3位という成績を修めたことで、本店へと異動していった。だが、南東京支店での賑やかな暮らしが忘れられず、足を運んでいる。諏訪原と仲が悪いが、内心では気にかけていて、「大好き」と言ったこともある。
パン職人としての才能が、和馬や諏訪原、冠といった天才に比べやや見劣りすることは本人も自覚しており、その差を少しでも埋めるために太陽の手甲を取得したり、アフロヘアー（実際はカツラ）にしたりなど数々の試練を乗り越え、やがて天才たちと同じ世界で渡り合える職人へと成長していく。なお、パン以外の料理の腕もなかなかであり、「焼きたて!!25」でのカツサンドの豚カツは彼の担当だったほか、新人戦でやきそばパン作りに悩む和馬に知恵を与えたりしていた。さらに飲み込みも早く、マイスターから受けた指先の感覚を高める特訓も1週間でこなしてみせているため、東や諏訪原のような天才ではなくても、決して無能ではなかった。特に、モナコカップ決勝戦第2試合のシャチホコとの勝負で作った食パン「ビクトリー」の出来栄えやそれに行った工夫の数々は、黒柳やピエロが「河内の圧倒的優位での勝利」と評価する程であった。
しかし、中盤以降では和馬や諏訪原、冠に頼ることが目立ち、もっぱら驚き役やリアクション役を務めることが多かった。モナコカップ決勝戦で冠から一度その点を叱責されて奮起し実力でシャチホコに勝つも、以降の「焼きたて!!25」編では冠が同行するせいもあって一層その傾向が強くなってしまう。冠からはそのことで特に気に掛けられていたが、東からは内心で「駄目な奴」と見なされる等、ほとんど信頼を失い見捨てられていた。ただし、河内自身もそのことに悩んでいなかったわけではなく、第4戦では、パンではなくジャム作りであることで、冠を助けたくても助けられないことに申し訳無さを見せることもあった。
霧崎を倒すため、和馬の大叔父・馬次郎から古代小麦・『達磨（だるま）』を手に入れるべく東と勝負することになり、そのためにマイスターからの厳しい特訓を経て、超絶的な指先の感覚を身につけてパン職人として更なる進化を遂げた。しかし馬次郎は和馬の“エジプトジャぱん”を食べた結果、リアクションで蝶へと羽化。蝶の口は物を食べられないために、せっかく作り上げたパンを食べてもらえないまま一方的に負けになってしまったという、未だかつてない辛酸を舐めさせられている。
地球温暖化を防ぐため、東の素パンを食べてダルシムへと変化。全世界の陸地を浮遊させ地球温暖化から世界を救う。最終的にパン職人を辞める破目となり、リュウやケンと日夜戦い続けることになった。そんな境遇に陥った彼の「なんやて!?」でこの作品は幕を閉じる。
数多の修行やリアクションにより、その風貌は“短髪→丸坊主→アフロ→坊主刈り→丸坊主→スポーツ刈り→河童ハゲ→膝→河童ハゲ→達磨→ミニ達磨→複数の食材の集合体→とろろ（必殺技はトロロかゆかゆ攻撃）→ショパン・ホースト（首から上がショパンで下がアーネスト・ホースト）→釣りバカ→河童ハゲ→ダルシム”と、かなりの頻度で移り変わっていった。
【主な記録】
- パンタジア本店採用試験 合格→採用辞退
- 第39回 パンタジア新人戦 3位（諏訪原戒と同率）
- 第2回 モナコカップ 優勝（日本代表）

梓川 月乃（）
声 - 大塚ちひろ
本作のヒロイン。「パンタジア」オーナーを勤める少女。血液型はA型。梓川貞尚の孫娘ではあるが、彼女は父・貞道の愛人の子であるという理由により、周りからはよく思われておらず、冷遇されてきた（まだ幼い頃、母親との外出の際、雪乃に始末されかけたことも）。南東京支店店長代理をつとめていたが、霧崎雄一がパンタジアを乗っ取った後、「一つの会社が市場を独占すると、業界がだらけてしまう」という理由で、パンタジアの社長に据えられ、サンピエールの社長となった雪乃と争うこととなる。
和馬を慕っており、和馬も月乃に好意を持っているようだが、和馬がその思いに気づいていないため、2人の関係はなかなか進展しない。当初は常に余裕の笑みを湛えたクールな美少女・薄幸のヒロインという位置づけだったが次第にボケ役として松代の暴力的な突っ込みを受けたり、驚き役や弄られキャラとして可哀想な目に遭うことが多いという、達観した印象だった初期からはとても考えられない役回りとなった。本編中でパンを作ることはほとんど無いが、8歳の頃にパンタジア新人戦で三位入賞を果たす程の腕前を持つパン職人でもある（その時の副賞はパンタジア特製ランドセルであり、あまり良い思い出ではないようである）。
実は幼少時に、遭難し雪山の古井戸の底に落ちた際に和馬と出会っている。和馬の持っていたふきのとうパン(名前の二文字目が「き」である女の子が食べると、その女の子は塔に変わってしまう)で肉体が変質して「月乃塔」と化し、結果的にだが生還した。しかしお互いのその時に会った人物が誰なのかは認識していない。内容が内容なのでクラスメートにこの話をした月乃は変人扱いされた。
パンタジア社長となってからは、髪のセットもろくにできない程多忙となったため、思い切って丸坊主にしていたことが判明。普段は特注のカツラを装着しており、故に髪型は自由自在。高校在学中であったが、3年後は大学に進学。
【主な記録】
- 第31回 パンタジア新人戦 3位（当時小学生）

松代 健（）
声 - 東地宏樹
「パンタジア」南東京支店の店長。血液型はB型。年齢31歳。髪型はアフロヘアーでサングラス着用、無精ヒゲに体格はマッチョ。若かりし頃の回想からも分かるように素顔はなかなかの美形である。
20歳の頃にパンタジア新人戦で優勝。23歳の頃、自らの作ったパンを食べた妹・楓が意識不明になってしまう。原因は乳製品アレルギーによるアナフィラキシーショックであると知り、彼女のように乳製品を拒む体質の人でも、おいしく口にできるパンを目指し努力を重ねる。しかし、それでもマイスター霧崎や模糊山のような、常識にとらわれない豊かな発想力を持っている非凡な天才職人に劣等感を抱いていた時期もあったが、そんな中で聖アンドリュー教会のアンドリュー・グラハム神父の教えを受けたことで、アフロヘアーとなることで常識の殻から脱出。『日本一のフランスパン職人』の異名を持つ名高い職人として知られるようになった。
様々な試行錯誤の中、発芽玄米が天然酵母として非常に優れていることを発見。それがもとで黒柳に弟子にしてくれとしつこく頼み込まれ、その時本人は「いいデシ。」と承諾。しかし黒柳の人間離れした味覚感知能力を感じ取り、松代は彼を弟子一日目にしてパン職人ではなくプロの味覚審査員へと育て上げたいと思うようになる。だがそのときはまだ弟子になって日も浅く、なおかつ性格上そんなことを言葉で言うことが恥ずかしいため、仕方なくその思いは何かにつけての嫌がらせとして表れてしまい、その誤解がもとで一時期は黒柳と対立していた時期があった。また月乃にもパンを教えていたこともあり、本来は本店でトップクラスを争う立場にもかかわらず、彼女の境遇を知って南東京支店の店長として働いていたが、仕事は朝の仕込み以外木下に任せきり。後に月乃の社長就任に伴い、和馬・冠とともに本店に招集され、マイスターとともに彼女の補佐を務めている。
優れた知性と判断力を兼ね備えており、パン以外に関する料理等の知識も非常に豊富であるために、河内や月乃に東たちの技法を解説することもしばしば。また強力な太陽の手甲を会得するために拳法の修行をしていたことで、戦闘能力が並外れて高く、あらゆる方面におけるスキルの高さを冠の父・橋口に惚れ込まれてしまい、彼が組長を務め、後継者を探している暴力団「橋口会」の跡継ぎ総帥にされてしまう。最初本人は渋っていたが、すぐに抗争にも積極的に参加したり応援にもスーツ姿で決め込んだりと、すっかり板についてしまい、3年後には結局組長に就任。構成員を全てアフロヘアーにさせ、組名も「アフロ会」へと改名し、愉悦の日々を送っている模様。
同じサンデー連載の漫画『ワイルドライフ』に「松代サンバ」なる歌を歌う歌手というチョイ役で登場した。
【主な記録】
- 第28回 パンタジア新人戦 優勝

木下 陰人（）
声 - 佐藤せつじ
「パンタジア」南東京支店勤務。パンタジア主催のパン教室に来ていたところを月乃にスカウト（ほぼ誘惑）され惚れ込み、南東京支店に入店。実は日本最大のサーカス・木下隊サーカスの御曹司で、それゆえ他人のパンのコピーをすることが得意（冠が新人戦で作ったパンの『パンオアルグ』コピーですら95%のコピーをやってのける）。さらに分身の術まで身につけており、何人にも分身し、仕込み・陳列・応対・会計という南東京支店の全ての業務を1人だけでやってのけていることができると、ピエロ並の脅威を見せ付けた。ただオリジナルのパンを作ることに関しては全くダメなため、ほとんど注目はされず影が薄い。その影の薄さを、敵である霧崎や雪乃からも憐れまれたほどである。南東京支店休業後は正論ながらも空気を読まない発言が目立った（大抵無視されるかお仕置きを受ける）。松代曰く、アルコールの臭いを嗅いだだけで酔う程酒に弱い。
月乃が社長に就任した際は、一人だけ南東京支店に取り残され、完全に一人で支店の切り盛りをする破目に。3年後には南東京支店店長へと大抜擢されたが、やはり店員は彼一人である。
アニメ版においては彼の母への手紙が話のモノローグに使われたり、河内のリアクション内にも登場している。
【主な記録】
- 第38回 パンタジア新人戦 予選落ち

黒柳 亮（）
声 - 子安武人
「パンタジア」本店幹部。血液型AB型。大学飛び卒の22歳。輝かしい業績を持ったエリートであるが、性格はとても自己中心的かつ非情で非常識。自らが評価するに値しないと感じたパンはゴミのように扱ったり、気に入らない人物に対してはまさに悪魔のように冷酷になる。「カス」や「クズ」などと平気で言い切るなど、パンに関係する事柄に関しては一切の容赦も妥協もしない。一方、これこそはと認めたものは素直に賞賛する面もある。
ハーバード大学出身の秀才科学者で19歳で卒業した。職人としての腕もあり、留学中や帰国後もパン作りの公式戦ではパンタジア新人戦まで100連勝を誇っていたが、パンタジア入社後松代との勝負に敗れて挫折。後に松代に弟子入りするが、弟子入り初日にして松代のパンの分量を0.1g単位で、発酵時間・焼き時間を秒単位で見抜いてしまった。松代は黒柳をパン職人ではなくプロの味覚審査員にしたくなり、黒柳自身も職人兼科学者より審査員兼科学者の方が向いているのではないかと考え、合格者10人に1人と言われる程取得が難しい味覚審査員の資格の取得に踏み切り、パン職人対決の審判を務める。
ジャッジの際のリアクションに命をかける等、情熱を入れ込む方向を完全に間違えており、彼がどんなリアクションをするのかが、本作の見所の一つである（モナコカップの際は、彼の役割をピエロ・ボルネーゼが代行した）。リアクションが激しすぎて死にそうになろうとも、うまいパンを食べたいがために命を懸けるという常人離れした思考を持つという、ある意味究極の独善家で、松代からは「パンの亡者」とまで評された。パンタジアが乗っ取られた後は、サンピエールのオーナー・霧崎雄一の勧めでパンタジアを退職し、フリーの味覚評論家に転じ、「焼きたて!! 25」（アニメ版では「焼きたて!! 9」）の司会兼審査員を務める。
現在22歳と若いのだが、老人以上に豊富な知識と説教臭い所やグチることが多い等から年齢以上の年増に見られることが多い。しかし、それを言われると本人が悪いにもかかわらず異常なまでに怒り、パンタジア本店採用試験では和馬に「おっちゃん」と呼ばれただけで2減点にするというエゴイスト振りを見せる。河内には「黒やん」、冠には「先輩」と呼ばれる。人に対して極めて厳しく、本店採用試験ではデブ・不細工・汗臭いなど清潔感が欠如しているという理由で採用希望者を失格にしたことがある（アニメ版では鼻毛が出ている、汗臭い、出川哲朗であるからなど）。和馬の遅刻癖に対しては、初めは減点などの処置をとっていたが、途中で直らないと判断しあきらめたようである（だが八つ当たりで発散する）。
富士の樹海で和馬たちの突破口を開くためヒューパンを食べ、自らもヒューパンと化すが、食への飽くなき欲求からそのままヒューパンたちを食らい続けた。魔王が消滅した後も、ヒューパンの体が都合がいいという理由で人間に戻らなかった。その後は全世界の美味い物を探す旅に出て、世界各地でリアクションをとり続けている。
【主な記録】 	
- 第37回 パンタジア新人戦 優勝

諏訪原 戒（）
声 - 坂詰貴之
パンタジア本店に勤めるエリートパン職人で、和馬や河内のライバル的存在。血液型はA型。幼少期に剣の道を志した父親が出奔し、それ以来近所のパン屋で働き自ら生計を立てざるを得なくなるも、その過程で「人を活かす」パン職人としての求道に目覚め、パン製造技能士一級を史上最年少で取得するという快挙を遂げている。「武士」を自称し古風な言葉遣いをする、冷静沈着な古き良き日本男児という性格の持ち主だが、同時にプライドの高い頑固者で、黒柳や河内と張り合うほど子供じみた性格でもある。実は高所恐怖症という欠点がある（飛行機には普通に乗れるが、ヘリコプターを梯子で登れば情緒不安定に陥り、スカイダイビングはインストラクター付きでも気絶する）。本店採用試験で、実質的に和馬・河内に敗れてから（ただし、本店採用は和馬・河内が辞退したため諏訪原）、ライバル関係となる。世界大会には3人で日本代表として出場した。
東に引けを取らない才能に加え、類稀なる努力により、高い実力と自信の持ち主となっているが、それが大きな仇となって傲慢に陥ってしまうことも多い。特にモナコカップのグラン・カイザー戦では、試合前に「パン職人は常に食べる側の人間のことを考えねばならない」と和馬に諭していながら、河内以上の根本的ミスをしてしまい、敵であるグラン・カイザーや審査員のピエロに指摘されるまで、まったく気づけない有様であった。「焼きたて!! 25」編においても、パンタジアを裏切り和馬に敗れた責任として「切腹」という手段に出るが、松代からは無責任な姿勢として厳しく糾弾された。
侍風の着物姿を好み頭には青いバンダナを巻いており草履を履いている。常に日本刀・戒刃丸を帯びている。剣術の師匠（声：宮澤正）が一人いたが、124歳で亡くなった。世界中のパンの技術を盗んで作った「ルパン」をつくる。河内のことを何かと馬鹿にしているが、内心では彼の実力を認めている。モナコカップでの対決以降モニカと交際を開始し、紆余曲折を経て最後には息子をもうけた。
3年後には独立して剣道場を開いたが、「パン一つまともに焼けん人間に武術など極められん」との信念から、パンの製法からしか教えないため門下生はなかなか増えず、家計はモニカのお菓子教室に依存するヒモ状態になっている。
【主な記録】
- パン職人新人王決定戦 優勝
- パンタジア本店採用試験 本店採用（和馬・河内が辞退したため）
- 第39回 パンタジア新人戦 3位（河内恭介と同率）
- 第2回 モナコカップ 優勝（日本代表）

冠 茂（）
声 - 井上麻里奈
頭脳明晰なパン職人兼科学者。血液型はO型。飛び級大卒の16歳。和馬と同じ「太陽の手」の持ち主。髪の色はピンクでまつげが長い美少年で、常に作業着の時は半ズボンを穿いている。その風貌から女性人気が高い。
ハーバード大学を16歳で卒業した天才で、大学では黒柳の後輩。元は雪乃の部下で、雪乃の人格や行動を強く軽蔑しながらも、自らの研究のために彼女を利用していたつもりだった。だが決勝戦で和馬に敗れたため、雪乃と霧崎の金で研究していた研究室を爆破されてしまう。雪乃に復讐するためにパンタジア南東京支店勤務となり、月乃や和馬の参謀的存在として活躍した。月乃の社長就任以降は、和馬・松代とともに本店勤務となり、「焼きたて!!25」でも和馬、河内とともに戦い、その化学知識でチームの勝利に大きく貢献した。河内に対しては、「100億のロダン作戦」で汚れ役を演じさせる等酷い扱いをすることもあるが、本気で見捨てたり切り捨てるようなことはしていない。モナコカップ決勝戦前に、河内が仮病を演じてまで試合を逃げ出そうとした際は、その志の低さを指摘したり、彼の父親の偉大さを説いたりすることで、奮起させている。また「焼きたて!!25」編では、ほぼ完全に見捨てている和馬と違って、河内の堕落ぶり（そして報われなさ）を心配している。
実は日本最大の暴力団「橋口会」の三代目組長・橋口隆死の息子（第2子）。彼の母親は元々はヤクザとは縁遠いお嬢様だったが、若い頃の橋口に惚れ込んで結婚するも、性格の不一致で離婚している（そのため冠は母方の姓を名乗っている）。焼きたて!! 25編（アニメでは焼きたて!! 9）にて異母兄の堤政伸と勝負で負けた方が橋口会の後継者となる展開となるが、松代が跡継ぎに指名されたため跡継ぎの話はなかったことになる。
後にさらなるパンと化学の発展のためハーバードへと戻り、3年後には研究室にて薄毛を治すパンを開発中。
おまけ漫画では月乃の学校の着付けの課題に付き合わされることも。
名前の由来はこの漫画の担当編集を務める小学館の冠茂本人からそのままつけている（『ワイルドライフ』のキャラクターがアニメ中に度々登場したり、逆に『ワイルドライフ』内で本作のキャラクターが登場しているのは、『ワイルドライフ』の担当編集がこの漫画と同じく冠茂であった縁から）。
【主な記録】
- 第39回 パンタジア新人戦 準優勝

## パンタジア
模糊山 剛（）
声 - 玄田哲章
パンタジア南東京支店の斜向いにあるベーカリー「サンピエール」東京本店の店長。一見してその風貌はマッチョなオカマであるが、「菓子パンの神様」と称される一流の職人である。松代が嫉妬する程の実力者であったが、自分の腕前を過信し傲慢な態度を取ることが多くなっていた。TVオンエアーでの新作パン対決で南東京支店勤務五日目の和馬に引き分けたことでオーナーである霧崎の怒りを買い、サンピエールをクビにされるが、月乃の妹・水乃に拾われパンタジアの店員となる。以降は、コアラやパンダなどの覆面や着ぐるみで顔を隠しながら登場している。性格も初登場時よりも謙虚で温厚になる。しかし、彼の作ったパンは未だにサンピエールの主力商品として大いに売れている。大きな体とは裏腹に編物が得意。
コアラ
新人戦にて水乃と共に現れた、コアラのマスクを被った謎の職人。その正体はサンピエール東京本店元店長である模糊山剛。実力は新人のレベルとは比べ物にならないが、「パンタジアにおいては」入社一年目の新人であったので出場を許可された。新作パン対決で和馬に引き分けてからパン職人としての修行をやり直し、新人戦準々決勝で20本編みの竜パンを作るも、再び和馬と引き分ける。黒柳が再試合を申し渡したが、「未来ある素晴らしい若者こそ勝ち進むべき」と再試合を辞退する。その後は、引き続きパンタジアで水乃のいる支店で勤務を続け、主婦からも人気のある職人として活躍した。
パンダ
焼きたて!! 25（アニメでは焼きたて!! 9）で水乃と共に現れた男。正体はパンダの着ぐるみを着て現れた模糊山剛。パンタジアの職人であるが、和馬に勝ちたい一心でサンピエール側からエントリーした。指定された特産品と自ら特別配合した「スーパーベーキングパウダー」で生地内の温度を分けることによりケーキ並みのフワフワ感を持つ蒸しパンを作ったが、特産品（和）とケーキのようなパン（洋）が合わなかったために遂に和馬に敗れてしまった。しかも和馬がパンに用いた「笹」の匂いを嗅いだことによるリアクションで本物のパンダになってしまった。その後、霧崎との対決時に仲間として登場している。
【主な記録】
- パンタジアvsサンピエール 対パンタジア南東京支店店員 東 引き分け
- 第39回 パンタジア新人戦 ベスト8（準々決勝で東と引き分けるが、準決勝出場を辞退する）

マイスター霧崎（）
声 - 速水奨 / 少年時代 - 日比愛子
パンタジア本店総支配人にして、梓川貞尚からPG最高とされる「マイスター」の称号を与えられた唯一の職人。日本人とフランス人のハーフであり、腰まで届く長い金髪と、顔の上半分を覆うチタニウム合金の仮面が特徴。フルネームは作中では明かされず、苗字の「霧崎」とファーストネームの「シルヴァン」のみが明かされている。
その素性は霧崎雄一の息子であり、魔王に支配された霧崎から妹・ソフィと共に捨てられた過去を持つ。その後はパン屋を営む養父・ゴルドンに引き取られ、彼の手伝いをしながらパン職人としての腕を磨いた後、来日してPGに入り現在に至る。あらゆる意味で人目を引く容貌とは裏腹に、公の場に姿を出すことを極端に嫌い、パンタジア新人戦以外のメディアへの露出を徹底的に拒否するため、PGでも本店のメンバー以外は直接の面識を持つ者は少ない。松代とは彼が本店に勤めていたころからのライバルであり、彼には自身の過去を話している。また無機質な容貌とは裏腹に、冠の冗談を真に受けて黒柳をゲイと誤解したり、河内が自身の課した修行をクリアする度に冗談で迎えたりと、どちらかと云えば天然な性格。
少年時代は生活のため路上でパンを売る生活をしており、その過程で客引きのために手品を習得、手品の技術をパン製作及び味覚審査に応用し、職人・審査員の両方においてパンタジア最高の技術を獲得している。パン製作においては、手品の練習により鋭敏になった10指総ての感覚を活かし、本人曰く「穴の大きさが均等な蜂の巣を作る」要領でパン生地をこねることで、生地内にできる気泡を最小限かつ多量に調整、どんな状態の生地でもガス抜きすら必要とせず最大限膨らむように仕上げる超人的な技術を有している。審査においては、仮面の中に孔雀の「クー」（声：渡辺英雄）をはじめとした多数の種類の鳥を、物理的に不可能なほど生きたまま仕込み、パンを味わった際の感情の動きに合わせた種類の鳥の羽を仮面から出すことで、パンの味を数値化する力を持つ。
ある時、ソフィにより発見された母の日記から父の豹変の理由を知り、自ら“人格を変えるパン”を開発し、父に食べさせ人格を元に戻そうと試みたが失敗。逆に“人間の脳みそを支配するパン”・能生（のう）みそゴぱんを食べさせられ、リアクションによって洗脳されてしまい、パンタジアを一旦退職。「焼きたて!! 25」にて和馬の前に立ちはだかったが、和馬の活躍もあり洗脳が解けた。その後は河内に東と対決するための指導をする。本編終了後は正気に戻った父・霧崎からサンピエールを任され、社長として奮闘中。
梓川 貞尚（）
声 - 塚田正昭
パンタジアのオーナー。孫娘である月乃・水乃・雪乃のうち誰を次期後継者にするか迷っている。雪乃がサンピエールの霧崎オーナーと組んでパンタジアを乗っ取ろうとしていることを全く知らない。味にはうるさそうだが、松代いわく「人間のデキた人」であり、人に優しく、冠からは「経営に関しては神だが、孫娘に対しては骨抜きのただのジジイ」とそれぞれ評されている。パンタジアが霧崎と雪乃に乗っ取られたことで失脚し、その後の行方は不明。
梓川 貞道（）
梓川貞尚の息子で雪乃、月乃、水乃の実父。梓川グランドホテルグループ社長。かつてパン職人となるべくパンタジア本店で腕を磨いていた時、妻帯者の身で在りながら、月乃の母と恋に落ちて月乃を儲けた。後継者争いでは水乃の後ろ盾であった。作中では後姿のみの登場。

## サンピエール
霧崎 雄一（）
声 - 立木文彦
サンピエールのオーナーであり、マイスター霧崎の父親。日本のナショナルブレッド「ジャぱん」と、米粉を使ったパン「ゴぱん」という2種類のパンをひっさげ、フランスで修行を重ねた自他共に認める世界最強のパン職人。そして和馬がジャぱん作りを始めるきっかけとなった人物でもある。
以前は心優しい性格をした善人だったが、フランスでの修行生活の苦しさから、家族を養うために「成功したい」「金が欲しい」と言った強すぎる権力欲、そしてパン作りが本当に嫌になっていた気持ちをパンへと注ぐことになってしまう。そんな中、パンに習慣性を持たせることで日本人の心をパンへと向けようと考え、古代酒米・神力を使用することによって究極とも呼べる習慣性を持ったパン・「魔王」を開発することに成功。しかし、自ら魔王の試食をしたところ、魔王に込められた強い権力欲に精神を乗っ取られてしまう。しかもその習慣性から、魔王を食べることを止められなくなり、目的のためには手段を選ばず、卑劣な行為を厭わない極悪人へと変貌してしまった。
精神を乗っ取られた後は、魔王を進化させるため家族をも捨て、日本へと帰国。その時は、故郷である新潟に自らの店『St.Pierre（サンピエール）』を構える。魔王の誘惑により精神の乗っ取りは進む一方であったが、幼い和馬と出会って「自分を救ってくれるかもしれない」と感じた結果、本来の自分を一時取り戻し、自らの夢「ジャぱん」を再び目指して東京にサンピエールを移す。しかし魔王の支配を止めきることはできず、雪乃と組んで遂にパンタジアの乗っ取りを達成。その後、パンタジア社長に月乃を、サンピエール社長に雪乃を据えて戦わせる。
最終的には魔王の効果により、人間とパンの融合した生命体・ヒューパンへの進化を遂げてしまう。そして魔王を全国発売して全人類に食べさせることで、地球をヒューパンによって支配しようと目論む。しかし、真のジャぱんを食べたことで魔王と分離し、元の心優しい性格を取り戻した。その直後、分離した魔王の死に際の最後の一撃から和馬を庇って命を落としたかに見えたが、奇跡的に一命を取り留めて、和馬や息子・シルヴァンと和解した。最終的にはサンピエールをシルヴァンに任せ、フランスにサンピエールパリ1号店を設立し、娘・ソフィを総支配人に迎え入れた。
アニメ版では日本のパン業界や和馬を強くするためにあえて悪人を演じていただけで実は善人という設定だった。アニメ最終話にて和馬の「能生味噌ジャぱん」を食べて本来の優しい人格を取り戻し、シルヴァン、ソフィと和解するが、直後に能生味噌ジャぱんの効果が切れて元の悪人の性格に戻ってしまった。
梓川 雪乃（）
声 - 湯屋敦子
梓川月乃の異母姉で梓川水乃の同母姉。パンタジア新宿中央支店店長。松代のことを「健さん」、冠のことを「ボウヤ」と呼んでいる。ヘビースモーカー。性格は極悪非道を絵に描いたような魔女で、登場人物紹介で「極悪非道の人殺し」と書かれたことがある。月乃を「泥棒猫の娘」と罵り、一頃は亡き者にしようとした。原作の新人戦編にて、手先として使ったSPを製粉機にかけて殺害し、海にばら撒いたことも。愛人の子である月乃とその傘下に居る和馬たちを露骨に毛嫌いしているが、祖父・貞尚の前では猫を被っており可愛がられている。家族（特に祖父）から目に入れても痛くないほどの寵愛を受けている。サンピエールの霧崎オーナーと組み、パンタジア乗っ取りに成功。その後サンピエールの社長となる。
「太陽の手」とは対極の能力「吹雪の手」を持ち、パンタジアのコンペでタルトを作り優勝した経歴がある。その過去を買われ霧崎の薦めから自ら「焼きたて!!25」に出場するも、和馬にタルト勝負で負け空気にされてしまう（アニメでは敗北後の変身は無く、最終回では自分の出番が無くなったことを愚痴っていた）。その後は空気入れ越しに「某女性型ドール」の中に閉じ込められ、それをボディとして使っている。最終的に人間に戻ることなく、動けないまま富士の樹海に放置された。
風森（）
声 - 樫井笙人
サンピエール東京本店の店長。作中には直接登場せず、霧崎との内線通話での会話（アニメでは声のみ）で登場。

## パンタジア新人戦編
梓川 水乃（）
声 - 池田千草
梓川月乃の異母妹で梓川雪乃の同母妹。お台場の梓川グランドホテル内にあるパンタジア新東京支店の次期店長代理候補。謎のパン職人「コアラ」と共に新人戦で和馬に勝負を挑む。一人称は「ボク」。「やったねいん！」「まったねいん」が決め台詞。小悪魔っぽい性格で、月乃にも嫌味な態度を見せていたが、和馬に敗れた後は多少わだかまりが消え普通に接するようになる。和馬のことを「和君」、松代のことを「ケンケン」と呼んでいる。雪乃には「世界一使えない妹」「バカ」と罵られている上に嫌われているが（雪乃と一緒に出ている描写が無いため、普段も特別仲が良い訳でも無い様子）最初は雪乃に対してあまり悪く思っていなかった模様。雪乃にパンタジアを乗っ取られた後、焼きたて!! 25（アニメでは、焼きたて!! 9）に再登場した時、雪乃に対して怒りの感情を抱いてはいたが、パンダのマスクをかぶった模糊山に頼まれ、東と戦いたい模糊山のためにサンピエール側として出場させた。出番や活躍は少ない。最終話近くでは普通に月乃たちと海で遊んでいる描写があったり、最終話で月乃と同じ高校に進学する描写など月乃との関係はかなり良好になった様子がうかがえる。コアラとの仲も良く最終話ではコアラ（模糊山）の養女になった。
【主な記録】
- 第39回 パンタジア新人戦 本戦1回戦敗退

コアラ
声 - 玄田哲章
詳細は模糊山剛を参照。
S・H・ホコー（スペンサー・ヘンリー・ホコー）
声 - 桐本琢也
「パンタジア」名古屋支店勤務のパン職人。アメリカ出身（イタリア系アメリカ人）で、通称「シャチホコ」と呼ばれる。日本語の語彙力や文法力はかなりのものなのに、名古屋弁は間違いだらけという不思議な語学力の持ち主。自称名古屋県人。パンタジア新人戦で和馬に敗れた後、雪乃の計らいで「サンピエールUSA」からアメリカ代表としてモニカ、シャドウと共にモナコカップに出場。 スローフードを題材としたパンで戦うが、心を入れ替えた河内の「革命を起こす食パン」に敗れる。その後、和馬と対戦するマルコの頼みで、課題がピザになるであろうことを伝える。 そして霧崎との対決時にも仲間として登場している。
【主な記録】
- 第39回 パンタジア新人戦 本戦2回戦敗退
- 第2回 モナコカップ 準優勝（アメリカ代表）

デーブ橋口（）
声 - 島香裕
作者の橋口たかし自身がモデルで、過度の肥満体で動くこともままならない。今では昔忙しかった時の思い出が頭の中を巡って、「あー忙し忙し」しか言わない。パンの評価は、試食した際、自らが出す叫び声の声量の大きさで示す。単位はホーン。設定では超人気漫画「炊きたて!! ゴはん」の作者になっている（原作コミック数巻では、おまけ漫画として掲載されている）。最後は胚地と共にジャぱん44号を奪って持ち帰り、その後の消息は不明。
胚地（）
声 - 神田朱未
デーブ橋口のアシスタント。アニメ版では「拝島（）」というメイドに変更されている。
海野 カツヲ（）
声 - 田中真弓
「パンタジア」津軽支店勤務のパン職人。豚のような外見で、子供のように見えるが31歳。豚のように鋭い嗅覚を持っている。パンタジア新人戦の第一次予選で不合格だったが、和馬が実家で飼っている豚の三平に似ていたという理由で助けようとし、それに賛同した松代が黒柳の過去をばらそうとしたので予選通過になった（この時、カビの生えた食パンを一つでも食べることを条件にされ、原作では本当に食べたが、アニメではギリギリで和馬に止められている）。その後、本戦準々決勝で河内と対決するがバイトの子に手を出す不純な行為をしていたことが分かり審査なく負けと判定された。
その後、修行を経て料理全日本選手権の豚肉部門で優勝し、焼きたて!! 25編で再び現れ勝負する。そのときは自らを負かした河内を圧倒的に超える程の凄腕調理パン職人になっていたものの、一歩及ばず敗退し、ブタの貯金箱になってしまう。
本橋 優子（）
声 - 田中真弓
清掃業から、パン業界へ転移。子供が三人いる。パンタジアに入って新人戦1回戦で河内と対戦して敗れる。
当初松代は慢心した河内に対し、本橋は給食業界に勤めて30年のお袋の手を持つ女性と嘯き、河内の妄想内ではオフクロ波なる技を使用していた。
長宗我部 真（）
声 - 大西健晴
パンタジア土佐支店店員。土佐弁で話し、新人戦で河内と対戦して敗れる。

## モナコカップ編
ソフィ・バルザック・霧崎（ソフィ・バルザック・きりさき）
声 - 水樹奈々
マイスター霧崎の妹で、パリのベーカリー「ゴルドン・ブルー」の職人。金髪ショートカットの大人の美女。正確な年齢は不明だが、兄よりも5歳年下。フランス代表「カイザー家」を打ち破るべく和馬・河内・諏訪原に自らの技術を全て教えた。幼少時代から自分と兄に惨い仕打ちをした父・霧崎雄一を「悪魔」と呼んで心から憎んでいたが、「本当の父は善人だった」という記述が書かれた母の日記を見つけ、考えを改めるようになる。その後、パリサンピエールのゼネラルマネージャーとなった。
原作ではモナコカップ編以降の直接的な登場は無いが、アニメ版の最終回には登場している。その時、シャチホコから「父親を憎んでいるのに、何故パン職人になった」という質問をされ、その問いに「父が作ったパンがあまりに美味しそうだったから、自分で作りたいと思った」と答えている。
ピエロ・ボルネーゼ
声 - 関智一 / 少年時代 - 山崎みちる
ケダムサーカス団長。モナコカップの司会兼審査員をつとめる。年齢22歳。135ヶ国語を操る語学の天才であり、世界レベール（レベル）の洞察力・観察眼等を持ち合わせる。ただし水泳だけは苦手（原作ではそのせいで一度死にかけている）。周囲の迷惑を顧みず何事も自分のペースに引き込んでしまうという困った性格の持ち主でもある。黒柳と同様に過去に外国人女性の恋人と別れた経験がある。日本代表チームには個人的には好意を抱いているが、審査は厳正。
実は彼こそ、モナコ国王レオンハルト14世の息子「レオール・レオンハルト」であり、生まれて間もなくモナコ王家のしきたりにより庶民の家に預けられたが、その夫婦が逃走。ケダムサーカスへと捨てられてしまい、ピエロ・ボルネーゼとして、顔も知らない両親を探すため伝説のピエロとなるべく修行を積んできた。そして遂にモナコ王が父親であることを知ったが、王は投げナイフにより刺されたピエロを救うため輸血をし失血死してしまう。
モナコカップ決勝にて和馬が作った「ジャぱん61号・大麻ジャぱん」を食べリアクションをとった結果、なんと自分の生まれる前にタイムスリップ。ピエロを生んだと同時に亡くなっていた母親「メーテル・レオンハルト」を助け出したことにより歴史を変更してしまった（そのため父が死亡するという事実も無くなった）。現実世界へと戻った後は、伝説のピエロにちなんでケダムサーカスに預けられた王子「ピエロ・レオンハルト」として、無事両親との再会を果たす。
終盤でも登場し、河内、黒柳と共にリアクションによる地球温暖化の阻止のために奮戦する。しかし故意にではないにしてもリアクションで結果的に事態を悪化させてしまう。
エドワード・カイザー
声 - 遊佐浩二
モナコカップでフランス代表として出場している「カイザー家」の三男。グランやボブとは義兄弟。「クグロフ・オ・ミエール」を得意とする優秀なパン職人だが、卑怯な手も使う。諏訪原と引き分けてしまったことにより、3階建ての一番下に組み込まれてしまった。
【主な記録】
- 第1回 モナコカップ 優勝（フランス代表）
- 第2回 モナコカップ 3位（フランス代表）

ボブ・カイザー
声 - 星野貴紀
「カイザー家」の次男。雄弁。乗り物に弱い。3階建ての真ん中に住んでいる。ボブ・サップに似ている。
【主な記録】
- 第1回 モナコカップ 優勝（フランス代表）
- 第2回 モナコカップ 3位（フランス代表）

グラン・カイザー
声 - 中田譲治
「カイザー家」の長男。3階建ての一番上に住んでいる。生まれたばかりの頃から腕に重石をつけられたせいで、2m72cmの巨大な腕の持ち主となってしまい、その結果「太陽の手ギガントス」と「女神の手ウルティマ」を手に入れた。パン作りに必要な機能（すなわち手）を発達させるために、人前で喋べろうとしたり、足で歩いたりしない（だが、屈強な肉体のボブを足ではさんでいる辺り、足の筋力も相当なもの）。3兄弟の中では常識人で、唯一正々堂々としており、和馬への敗北も素直に認め、それを批判する観客たちを諌める等、潔い。また、観察眼や計算においても非常に優れており、対決相手の一人である諏訪原のパンにあった致命的な欠点を簡単に見抜き、それを指摘することで彼を完膚無きまでの敗北に追い込んでいる。
【主な記録】
- 第1回 モナコカップ 優勝（フランス代表）
- 第2回 モナコカップ 3位（フランス代表）

モニカ・アデナウアー
声 - 釘宮理恵
アメリカ合衆国代表（出身はドイツであり、移民）のパン職人。本職は菓子職人で、第59回世界菓子職人選手権の覇者になるほどの実力を持つ。特技は飴細工。「サンピエール」のオーナーに見出され、パン職人に転向。モナコカップの決勝で諏訪原と当たり勝利。飴細工でボロボロになっている自分の手を、「まさに究極の職人の手」と賞賛してくれた諏訪原に恋心を抱き付き合うようになった。後に「焼きたて!! 9」の大曲戦にて諏訪原とともに出場するが敗退。その後自決しようとした諏訪原を引き止めるためについた松代の方便により、諏訪原の子を妊娠していることにされてしまい（実際は経験がない）、その後は腹に丸めた新聞紙を詰め込み、妊婦を演じていた。しかし、いつの間にか本当に諏訪原との子供を妊娠し、最終回では諏訪原似の男児を出産。現在は主婦たち相手にお菓子教室を開いている。
【主な記録】
- 第59回世界菓子職人選手権 優勝
- 第2回 モナコカップ 準優勝（アメリカ代表）

シャドウ・ホワイト
声 - 青山穣 / 少年時代 - 松元惠
アメリカ合衆国出身のパン職人で、元はプロのパントマイマーだった。「世界一」になることに常軌を逸した執着心を持っており、東のことを馬鹿と見下す等、傲慢な面もあるが、自らの才能を引き伸ばすために死に物狂いの訓練を行っていることからも、本質は自信過剰ではなく、努力家といえる。
物心ついた時から他人の動きをマネることが非常に上手かったが、筋力や体力の問題点は改善されていないために、あくまでも真似しかできず、本当の力を発揮することまではできなかった。この時のトラウマから、一人考えた末に世界一のパントマイマーであるマルセル・マルソーのビデオを見続けることで、パントマイマーとしての訓練を重ねてその才能を開花させていき、ついにはマルソーの動きを完全にマスターする。しかし、反射的に見たもの全てを自分の意思に関係無くマネしてしまう特異な体質になってしまい、そのため普段は視線を逸らして白目にしている。こうしてプロのパントマイマーにまで上り詰めたが、「心がこもっていない」という理由で一方的に契約を打ち切られ、路頭に迷っているところで彼のマネの才能に目をつけた「サンピエール」のオーナーにすすめられパン職人に転向。死に物狂いの訓練によって彼の技術「ゴぱん」の100%コピーに成功し、モナコカップに出場する。
決勝戦において、疑うことの無い実力を見せ付けていたが、材料の工程という決定的な差が生まれてしまったこと（和馬はパンを製作するための材料のほとんどを、金ではなく「手作り」で作り上げていた）で敗北する。
努力家であるが、彼の目的は他者の尊敬や関心を得たいという功名心からである。
【主な記録】
- 第2回 モナコカップ 準優勝（アメリカ代表）

レオンハルト14世
声 - 小杉十郎太
第14代モナコ王。モナコ王家の王は代々ライオンを模した、フルフェイスの王冠を被っている。レオール・レオンハルト（ピエロ・ボルネーゼ）の父。王家のしきたりで少年期をパン屋で過ごし、その時に霧崎雄一に出会った。王宮での優雅な暮らしから一変して厳しいパン職人の生活に放り込まれても性格が歪まずに済んだのは霧崎の御蔭であるという。
メーテル・レオンハルト
声 - 勝生真沙子
レオンハルト14世の妻であり、レオール・レオンハルト（ピエロ・ボルネーゼ）の母。肖像画は｢銀河鉄道999｣のメーテルにそっくりだった。アニメ版では宮沢賢治ファンという設定が追加。本来はピエロを出産して間も無く亡くなったが、大麻ジャぱんでタイムスリップしたピエロが過去を変えたことで生存し、その後は現代でも健常である。20年以上経過しているはずだが容姿はほぼ変わっていない。
ファラオ
声 - 木下浩之
モナコ秘密警察のリーダー。常にピラミッド型の模型に身を隠している。秘法「ピラミッドパワー」により、相手を治療したり場所を探知したりできる。また、地面を掘り進むことができる。
ムハンマド
声 - 姫野惠二
モナコ秘密警察の一人。エジプト人風味な顔なので、出場を辞退したエジプト代表に急遽なりすました潜入捜査のメンバーとして選ばれた。褐色の肌かと思われたが、後にメイクだったことが判明。
クレオ
声 - 北西純子
モナコ秘密警察の一人で、登場した警察関係者の中では紅一点。エジプト人風な顔なので、出場を辞退したエジプト代表に急遽なりすました潜入捜査のメンバーとして選ばれた。肌はムハンマド同様メイクだったことが判明。

## 焼きたて!! 25編（アニメでは焼きたて!! 9）
アニメと原作ではこの辺りから要素が微妙に変わり、原作とはキャラ設定の変わる者なども一部いる。
堤 政伸（）
声 - 日野聡
オーストリア宮廷料理人である、冠茂の異母兄だが彼が生まれたことで母親と共に橋口家を追われている。そのため自分とは比べ物にならない程の天才少年である異母弟の茂にコンプレックスを抱いている。負けた方が橋口会組長を継ぐという勝負を茂に仕掛ける。結果は引き分け、自分が跡を継ごうとするが、松代が選ばれたため料理人を続けている。アニメでの仲違いはそれほどでもなかったが、原作では茂への嫌がらせのために出場するなど腹黒い面もあった。霧崎との対決時に仲間として登場していた。
橋口 隆死（）
声 - 谷口節
日本最大の暴力団組織「橋口会」の総帥であり、冠と堤の父親。かつては漫画家になろうと思っていたらしく、決め台詞は「お前はすでに死んでいる」。強欲でエロい。両息子とも総帥になることを拒んでいたようであり、後継者問題で頭を悩ませる。原作では茂や政伸以外にも子供が居たが、内部抗争や敵対組織の襲撃で死亡しているという事情だった。アニメ版では茂と政伸しか子供が居ないという描写になっている。茂と政伸の対決の際、松代に解説を頼み、その時の松代の見た目や腕っぷしの強さ、博識さや機転の良さから惚れこみ、彼を組長に指名する。
三木のり平（みき のりへい）
声 - 青野武
「ごはんですよ」で有名な三木のり平その人。和馬のジャぱんに興味を抱き、サンピエールの職人として対戦して和馬らに勝利、サンピエール側唯一の勝者となった。試合後、和馬に海苔のレシピを渡し、今後の健闘を祈り去っていった。その回が掲載された少年サンデーでの扉絵や目次、その回が収録された単行本に至るまでタイトルを「焼きたて!!ジャぱんですよ!」に変えさせるという、史上最大級のリアクションを起こさせた（アニメ版も、放送日の新聞のテレビ欄には変えられたタイトルがそのまま掲載されていた）。諏訪原でさえ「住む次元が違う」とまで言わせるほどの人物。
- 原作・アニメとも桃屋の許可は得ており、コラボレーション企画として、アニメ放送中の桃屋の新聞広告などで焼きたて!!ジャぱんのキャラクターが使用されたこともある。

パンダ
声 - 玄田哲章
詳細は模糊山剛を参照。
ジョヴァンニ＝ヴァン＝デル＝ヘッセリンク
アニメには未登場。
オランダの菓子職人。その姓名の長さから和馬より「ヘ」呼ばわりされる。官僚的な考えを持つ日本人を酷くバカにしている。50回から60回までの11回の世界菓子職人選手権大会でモニカが優勝した59回目を除く10回を優勝したものの「焼きたて!! 25」に於けるパンケーキ対決で和馬に敗れ、ダムとなった。
モニカが優勝できたのは、彼が病気で欠場したためであり、実力で敗れたわけではない。
職人としては優秀であるが、商売人としてはあまり有能では無いタイプである。職人として実力に対する驕りから試合や選手権を優先した結果、資金難に陥った末にサンピエールに雇われて「焼きたて!! 25」に出場した。上述の驕りを黒柳に指摘され、河内にも呆れられた。
マルコ・チッコリーニ
アニメにはカメオ登場のみ。
シャチホコのいとこ。イタリア人。モナコカップにてシャチホコの応援団として前述のとおりカメオ登場。シャチホコ曰く、ピザの実力なら「神の子というより本当の神」。彼の冷めたピザを食べてしまった河内は膝（ヒザ）そのものになってしまい、時間が経って直ったものの途中まで目・鼻・口が右膝に移動したままだった。彼もピザ対決で和馬に敗れ、腹だけが（亀の子）タワシの亀になってしまった。
岩城鉄生
声 - 板倉光隆 / 檜山修之
同じサンデー連載の漫画『ワイルドライフ』の主人公。漫画版では霧崎に能生みそゴぱんを食べさせられ洗脳されてしまった河内を獣医なのに診療した。アニメでは熱中症に倒れた東たちを診察したり、リアクションで埴輪になって動けなくなった黒柳の心の声を聞いて代弁もした。

### CMAP（クマップ）
"Cooking Meal Assemble People"（料理と食事のために集められた人々）を意味する、日本最強のアイドル料理人集団。料理の実力はプロ級だが、メンバー同士の仲は非常に悪いため協調性は皆無に等しい。要によればメンバーを外された腹いせにかつての仲間が貶めるようなこともあるという。
坪塚 拓美（）
声 - 野島健児
物静かな性格のCMAPメンバー。カタカナ言葉を多用する不思議少年として訓練させられたため、他人と会話する時にも普通に喋ることができなくなってしまった。当然、料理の腕は超一流。一回戦で和馬たちに敗れ、その後CMAPを脱退して和馬の親友となる。一回戦で和馬の作った「茶碗蒸しパン」を食べたことで、毛を針のように鋭く硬くすることができる鬼太郎そのもののような姿になってしまった（この時の指定食材としてウニが使われていたため）。河内曰く「エロガッパ仲間」。家で新聞を読んでいた時に自分の死亡記事を読んだ経験を持っている。
千祭 剛（）
声 - 鳥海浩輔
CMAPの一人。ヤンキー系として訓練させられる。どんなに暑くても汗をかかない特殊な体質のため、気温が高いほど手の温度が上昇し、時には「太陽の手」をも凌ぐ「炎の腕」を持つ。ガセで警察から薬物中毒疑惑をかけられたことがある。
要博士（）
声 - 石井真
料理に関してはズバ抜けた知識を持つCMAPメンバー。新しい料理のレシピ考案もお手の物。知能的なイケメンだが、一度メガネをはずすと「3のような目」になる。
成海 静人（）
声 - 緑川光
長髪で「死ねってカンジ?」（アニメでは「消えろってカンジ?」）が口癖のCMAPメンバー。生粋のナルシストとして訓練させられる。彼も料理の腕は超一流で、「鉄鍋の調律」を使いこなす洋食のプロフェッショナルである。ガセで恋人に堕胎させたというスキャンダルに遭った経験を持っている。

## その他の人物
東 稲穂（）
声 - 斉藤梨絵
和馬の姉。23歳～25歳。一家をパン食にさせた張本人で、提案を持ちだしたのは中学生の時。その際、まだ幼くパンを食べたことのなかった和馬から「パンなんかパサパサして嫌いじゃ」という拒否の言葉に大激怒し、彼を霧崎雄一に引き合わせたことで和馬の将来を決定付ける。中学生の頃は自転車に乗り、現在はバイクに乗っている。そのバイクの腕前は新潟から東京までの間を3時間で走破して、ハナコ（新潟の実家にいる雌ヤギ）の乳を和馬に届けたほど。大学時代は陸上の選手だった。和馬の作った好きなパンは43号。
東 馬太郎（）
声 - 長島雄一
和馬の祖父であり、新潟県で稲作農家を営む。認知症気味な89歳。下に2人弟がおり、兄弟揃って味覚や感受性が鋭くリアクションをとれる。孫のために自分の作った小麦粉（作り方を間違えて、うどん粉）を送ったこともある。
東 馬次郎（）
声 - 長島雄一
馬太郎の弟で、奈良県古草古墳に住む。甲冑を常に着用したり、竪穴建物のような穴に住むなど、古い物が好きな気難しい人間。戦後、骨董品に誰もが見向きもしなかった時代に骨董品を買い集めた結果大成功している。新しいパンであるジャぱんを作り出した和馬を毛嫌いしていたが、和馬のエジプトジャぱんを食べた結果その味に感動、リアクションによって月乃のカツラを看破した後自らも羽化し、蝶となって和馬と和解する。アニメでは原作に先駆けて登場し、焼きたて!! 9最終戦で和馬に野生よもぎを提供した。他の兄弟に似ていないが、アニメでは瓜二つだった。
東 馬三郎（）
声 - 長島雄一
馬太郎の弟で、岐阜県土岐市に住む日本最高の美濃焼職人とうたわれた陶芸家。和馬のジャぱん44号の開発のため、ペターライトを多く含んだ土からオーブンに敷く板を作った。ジャぱん44号を食べて天国に行ったことがある。
東 稗子（）
声 - 定岡小百合
和馬と稲穂の母。
和馬の父
和馬と稲穂の父。作中では常に新聞で顔が隠れている。
和馬の祖母
声 - 滝沢ロコ
和馬と稲穂の祖母。
河内 恭太郎（）
声 - てらそままさき
恭介の父親。パン職人。幾度も落選しながらも、パンタジア本店に入るために不屈の努力をしていたがそれが実ることは無く、最終的に自作の調理場から火事を起こしてしまい、志半ばにして非業の焼死を遂げる。
河内の母
声 - 榎本智恵子
恭介の母親。夫を火事で亡くしたため、当初は河内がパン職人になることに猛然と反対していた。
河内 恭平（）
声 - 細野雅世
恭介の弟。
河内 ひろみ（）
声 - 白石涼子→谷井あすか
恭介の妹。
ブラッド・キッド
声 - 堀内賢雄
黒柳の元クラスメートでブラッド・ピット似。アニメ版では「ブラッド」という名前は一切出て来ず、キッドとのみ呼ばれる（デザインは同じ）。弁護士やマッサージ師など、多くの場合に使われる脇役。毎回別人という設定で登場するが、表情と声はどんな時も全く同じである（これらに登場するキッドたちは年齢差がぜんぜん違うので同一人物とはいえないが、兄弟なのかどうかも不明）。黒柳のクラスメートであったキッドは現在、調査カンパニー「KID」の社長を務めており黒柳にアメリカ代表の情報提供も行った。アニメ版での登場時には毎回同じBGMが流され、長いセリフの無い時には決まって「イェーイ」とだけ喋る。
松代 楓（）
声 - 大前茜
松代の妹。七歳の時に、兄が作ったパンを食べて牛乳アレルギーによるアナフィラキシー・ショックを起こして死にかけるも、一命を取り止め、現在でもよくパンを買いに来ている。しかし和馬は死んでしまったと勘違いしていた。
医者
声 - 水内清光
楓を診察した医者。
アナウンサー
声 - 大江麻理子
有名テレビ局・テレビ大東京の女子アナ。声優にある通り、大江本人としての役。
三ノ上 交司（）
声 - 福田信昭
某番組のプロデューサー。
赤川 今日子（）
声 - 藤生聖子
パン工業新聞社長。
服部幸應（はっとり ゆきお）
声 - 服部幸應
有名味覚審査員。アニメでは、声も服部本人が務めた。原作では、「張足幸男（はったりさちお）」になっていた。
しのぶ寿司の大将
声 - 家中宏
和馬が行った寿司屋・しのぶ寿司の店長。和馬がメロン寿司パンを作るきっかけになった人物。
B作（）
アニメには未登場。店長の旧友。店長とは英子を巡って三角関係だった。仮名。
英子（）
アニメには未登場。とあるパン職人の娘で、とても可愛い。こちらも仮名。
劉 老麺（）
声 - 斎藤志郎
店長の旧友の中国人。古代中国暗殺拳「劉家神拳」の継承者で拳法（暗殺拳）と麺作りの達人。その実力は店長やコアラ（模湖山）と互角に闘えるほど。店長とは昔とある場所で知り合い、3年前には店長と共に絡んできたヤクザの組を壊滅させたらしい（この時店長は50人程倒し、劉は70人近く殺しかけたらしい）。金に汚い一面があり、コアラがもらった賞金10万円を奪い取ろうと彼に戦いを挑んだほどである（結果的に店長がコアラの正体が模湖山であると気付くことになる）。
さっちゃん
声 - 雨蘭咲木子
カツヲの妻。パンタジア津軽支店の元アルバイト店員で、とても可愛いらしい女性。カツヲが妻にした経緯を暴露したために黒柳らの怒りを買う。結局、新人戦で惨めな負け方をしたカツヲに愛想を尽かし、後に離婚した。
石山 朋蔵（）
声 - 塩塚晃平
雪乃と結託して新人戦で河内のパン製造を妨害したSP。原作では証拠隠滅を謀った雪乃によって粉砕機にかけられ始末されたが、アニメではとある港に命からがら逃げ、母親に別れの電話をした（名前を名乗らなかったため、母親からはオレオレ詐欺だと思われていた）。
キャシー
声 - 浅野るり
ハーバード在校時代の黒柳の恋人。
真子・グラハム（まこ・グラハム）
声 - 根谷美智子
シスター。松代がアフロヘアになるきっかけを作った。後に河内も指導する。
ガイア
声 - 稲垣隆史
アニメオリジナルキャラ。サンピエール九州支店の一流パン職人。雪乃に雇われる形で本店に招集されるが、和馬のブラックジャぱんを食べたことで彼女の本性を知ると、和馬たちにこれまでの行いを謝罪し、自分たちを許してくれた月乃の優しさに触れて涙をこぼした。その後、下記の2人と共に退職願を叩きつけてサンピエールを去った。機動戦士ガンダムの黒い三連星の「ガイア」のパロディ。
マッシュ
声 - 牛山茂
アニメオリジナルキャラ。ガイアの仲間で、こちらもサンピエール九州支店のパン職人。雪乃に雇われる形で本店に招集されるが、和馬のブラックジャぱんを食べたことで彼女の本性を知ると、和馬たちにこれまでの行いを謝罪し、自分たちを許してくれた月乃の優しさに触れて涙をこぼした。その後、退職願を叩きつけてサンピエールを去った。機動戦士ガンダムの黒い三連星の「マッシュ」のパロディ。
オルティガ
声 - 郷里大輔
アニメオリジナルキャラ。前述の二名と共に東にパン対決を挑むが敗れ、和馬のブラックジャぱんを食べて雪乃の本性を知ると、和馬たちにこれまでの行いを謝罪し、自分たちを許してくれた月乃の優しさに触れて涙をこぼした。その後、退職願を叩きつけてサンピエールを去った。機動戦士ガンダムの黒い三連星の「オルテガ」のパロディ。
アン王女
声 - 川上とも子
アニメオリジナルキャラ。パンクッター国の王女。モナコカップの予選を観戦していたが、日本代表のパンに入っていた河内が便意を我慢できずに飛び出し、彼に抱きつかれるという散々な目に遭う。
ドン・ジャンクール
声 - 宝亀克寿
ケダムサーカスの前団長。ピエロの名付け親。まだ赤ん坊だった頃のピエロを拾い、一流のピエロに育て上げた。後にラスベガス公演でサーカスが儲かり過ぎて、自身は太ってしまった。
カルネ
声 - 小西克幸
ケダムサーカスの団員で、ピエロの良き友人。
キムラ・メグミ
声 - 能登麻美子
ピエロが日本公演の際に出会った女性。ピエロと恋に落ちたが、ラスベガス公演が決まってピエロに一緒に来て欲しいと乞われた際に別れ話を切り出した。
ピエロと別れる際に家族や仕事のことを理由にしていたが、今のピエロは「自分がEDだから一緒に来なかった」と思っている。
ユルリック・ラメ
声 - 稲葉実
モナコカップ主催者。霧崎と組んで日本代表を脱落させようとした。原作では策略が失敗後、霧崎の刺客に自殺したことにされて始末された。アニメでは助かってロシアに逃げたため、行方不明ということにされた。
ミカエリ・シューマッパ（アニメ：ミカエリ・シューカッパ）
声 - チョー
有名F1レーサー。口癖は「アゴ」（アニメでは顔デザインが少し変更されたため、口癖は「サラ」）。
シュワインリッヒ
声 - たてかべ和也
シューマッパの友人のガキ大将。服装はドラえもんの剛田武のパロディで、アニメ版の担当声優も同じである。
モニカの父
声 - 斧アツシ
モニカの父親。菓子店の店長。成功を掴むために渡米するも、閉店に追い込まれた。
モニカの母
声 - 玉川紗己子
モニカの母親。
シャドウの母
声 - 喜田あゆ美
シャドウの母親。
板前
声 - 青森伸
東たちが行った寿司屋の板前。
青柳 宏樹（）
声 - 志村知幸
橋口会の若頭で、サングラスをかけている。
角須（）
声 - 五王四郎
熱を出した東を診察した医師。名前はアニメより。
中井酒店のおじさん（なかいさけてんのおじさん）
声 - をはり万造
日本酒の専門店・中井酒店の店長。
少女
声 - 間宮くるみ
アニメオリジナルキャラ。海で溺れていた所をリアクションによりぺぷみマンと化した河内に救われた。
出川 哲朗（）
声 - 出川哲朗（ノンクレジット）
アニメオリジナルキャラ。「出川哲朗」であるというだけの理由で本店採用試験を不合格にされる。その名前から、そのまま出川哲朗本人が声優として出演した。
山川（やまかわ）
声 - 星野充昭
「焼きたて!!25」（アニメでは「焼きたて!!9」）のプロデューサー。アニメでは霧崎の命を受けて東たちの妨害をしようとするも全て失敗に終わり、霧崎に始末された模様。
青木（）
声 - 楠田敏之
「焼きたて!!25」（アニメでは「焼きたて!!9」）のディレクター。
Y崎（）
店長の新人時代の同僚。仮名のみ登場。
ビワ売りのおじさん（ビワうりのおじさん）
声 - 長島雄一
アニメオリジナルキャラ。とある黒ビワ専門店の店長で、雪乃に商品を馬鹿にされ東らに助けを求める。外見はロード・オブ・ザ・リングのゴラムのパロディであり、日本語吹き替え版でゴラム役だった長島（チョー）がそのまま演じている。
ミーシャ
アニメには未登場。モルジブ人の少女で、河内のリアクションが地球を救うことに期待する。

## 補足
- 『焼きたて!! ジャぱん』には『ワイルドライフ』の岩城鉄生（声：板倉光隆→檜山修之）など『サンデー』誌上で連載している作品のキャラがゲスト出演したことがある。他に「江戸むらさき」などの海苔の佃煮でおなじみの桃屋のマスコットキャラクター、三木のり平（声：青野武）が和馬の対戦相手として登場したり、TVシリーズの脚本家の一人、大和屋暁が少年役で登場、キャラクター紹介で父親が名脚本家の大和屋竺であることや、掲載後に2005年有馬記念を勝利したハーツクライの馬主であること（実際に大和屋は一口馬主である）等、実際の大和屋に即した設定でゲスト出演した。